# Andrea Giganti
Andrea Giganti (1731–1787) est un architecte sicilien ayant contribué au mouvement du baroque sicilien.

## Biographie
Né à Trapani en 1731, le jeune Andrea étudie l’architecture auprès de Giovanni Biagio Amico (it). Vers 1751, Giganti entra sous la protection de Giuseppe Stella, évêque de Mazara del Vallo, avec lequel il se rendit à Palerme. Là-bas, il intégra le séminaire et fut ordonné prêtre.
Par la suite, il entra au foyer d’un aristocrate sicilien, le prince de Scordia, où il semble avoir exercé les deux activités de confesseur et d’architecte, travaillant sur les diverses maisons possédées par la famille Scordia.
Parmi les autres bâtiments siciliens conçus par Giganti, on compte la Villa Galetti de Bagheria, la Villa Ventimiglia de Mezzomonreale (it), l’église San Paolo dei Giardinieri, ainsi que le dais et l’autel de l’église San Salvatore de Palerme.
Ingénieur expérimenté, Giganti a également réalisé quelques ponts. Vers la fin de sa vie, en raison du changement de mode, il commença à abandonner le baroque pour adopter un style néoclassique plus simple, comme au palais Valguarnera-Gangi de Palerme.